# Ip Man : Le Combat final
Pour les articles homonymes, voir Ip Man (homonymie).
Série
Ip Man : La légende est née
(2010)
Pour plus de détails, voir Fiche technique et Distribution.
Ip Man : Le Combat final (叶问：终极一战, Yè Wèn: Zhōngjí Yī Zhàn) est un film hongkongais réalisé par Herman Yau, sorti en 2013.

## Synopsis
Une histoire vraie sur le maître de combat d'art martiaux.

## Fiche technique
- Titre : Ip Man : Le Combat final
- Titre original : 叶问：终极一战, Yè Wèn: Zhōngjí Yī Zhàn
- Réalisation : Herman Yau
- Scénario : Erica Lee
- Costumes : Thomas Chong
- Photographie : Chan Kwong-hung
- Montage : Wai Chiu Chung
- Musique : Jan Hung Mak
- Pays d'origine : Hong Kong
- Format : Couleurs - 35 mm - 2,35:1 - Dolby Digital
- Genre : action, biographie, drame
- Durée : 100 minutes
- Date de sortie : 2013

## Distribution
- Anthony Wong Chau-sang : Yip Man
- Gillian Chung : Chan Sei-mui
- Jordan Chan : Tang Shing
- Eric Tsang : Ng Chung
- Marvel Chow : Wang Dong
- Chuchu Zhou : Jenny
- Timmy Hung : Leung Sheung